# Plettac

Sammelaktie über 500 DM von der Plettac AG vom Juni 1993

Die Plettac AG war ein deutsches Baudienstleistungs-Unternehmen, das im Jahr 2003 Insolvenz anmeldete und im Jahr 2004 von der französischen Altrad-Gruppe übernommen wurde.

## Geschichte
Das Unternehmen wurde 1962 von Dieter Buttgereit gegründet. Die Firma ging im Jahr 1993 an die Börse; die Aktien waren von 1995 bis 1999 im MDAX gelistet. Der Bauzulieferer hatte im Jahre 2003 konzernweit 3600 Mitarbeiter. Am 10. Januar 2003 stellte das Unternehmen aufgrund Überschuldung beim Amtsgericht Hagen den Antrag auf Eröffnung eines Insolvenzverfahrens in Eigenverwaltung. Am 13. November 2003 erfolgte die Eröffnung des Insolvenzverfahrens. Der Düsseldorfer Rechtsanwalt Winfried Andres wurde zum Insolvenzverwalter bestellt. Im Jahr 2010 genehmigte das Amtsgericht in Hagen die Schlussverteilung. Daraus folgend erhielten die Gläubiger von den 133 Millionen Euro gestellten Forderungen zwei Millionen Euro. Von der maximal für 228,00 Euro gehandelten Aktie des Unternehmens sind 9024 Anteilsscheine im Umlauf, sie notierten am 3. Januar 2014 am Handelsplatz Düsseldorf bei 0,045 Euro.
Im Jahr 2004 erwarb die französische Altrad-Gruppe die Unternehmen Plettac Assco und Stama aus der insolventen Plettac AG. Der Gerüstbauer Altrad Plettac Assco ist heute ein gesundes Unternehmen. An den beiden Standorten Plettenberg (Buchhaltung, IT-Zentrale, Lager, Marketing, Vertrieb) und Großräschen (Produktion) wurden im Jahr 2013 67 Millionen Euro Umsatz erwirtschaftet. Im Jahr 2004 waren es 33 Millionen Euro.

## Tochtergesellschaften
Die Unternehmensholding bestand aus insgesamt 25 Tochtergesellschaften, von denen die Plettac AG, die Plettac Assco GmbH & Co. KG sowie die Stama GmbH die bekanntesten waren.